# Comarca de Natal
A Comarca de Natal é uma comarca de terceira entrância localizada no município de Natal, capital do estado do Rio Grande do Norte, Brasil. É a maior e a mais importante do estado.